# Células solares biohíbridas

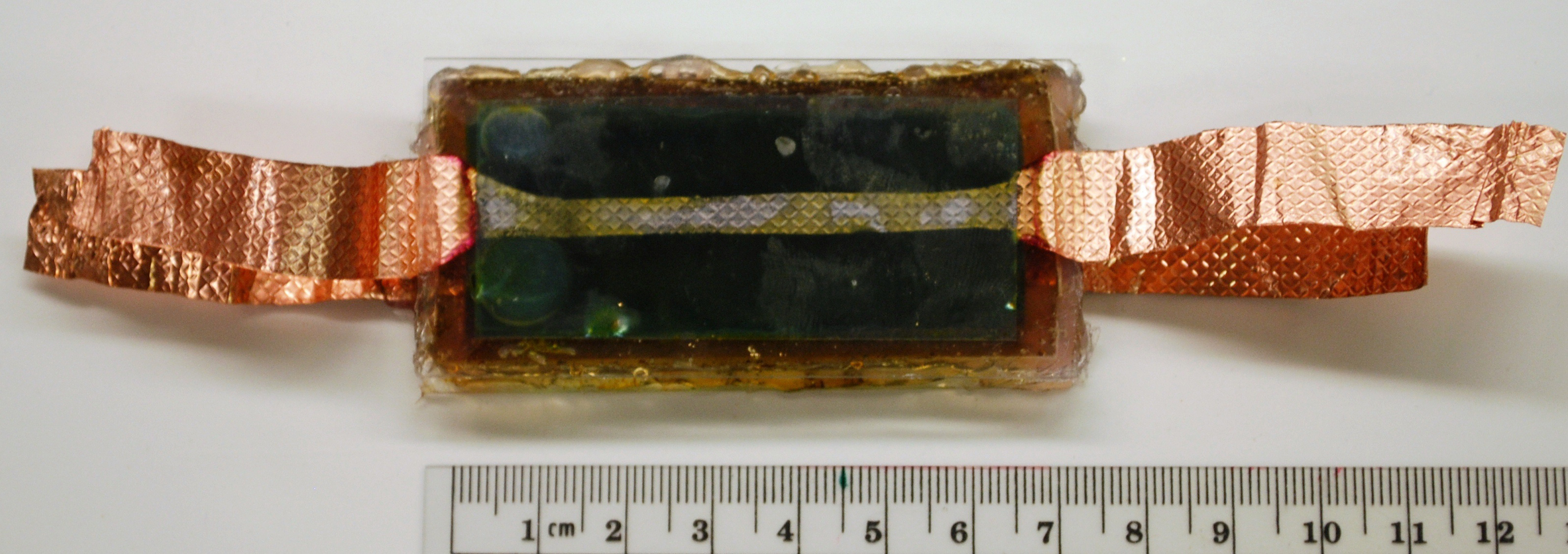
Célula solar biohíbrida

Una célula solar biohíbrida es una célula solar fabricada con una combinación de materia orgánica (fotosistema I: un complejo de proteína fotoactiva ubicado en la membrana del tilacoide con el que es posible recrear el proceso natural de la fotosíntesis) y materia inorgánica.

## Historia
El equipo de la Universidad de Vanderbilt estaba realizando investigaciones sobre la fotosíntesis cuando comenzaron a ver que la proteína del fotosistema I era muy robusta y eficiente en la conversión solar, así comenzaron a buscar, incorporar y mejorar diferentes tecnologías. El equipo utilizó espinacas como materia prima con la cual pudieron aislar las membranas de los tilacoides para posteriormente iniciar un proceso de purificación para separar la proteína del fotosistema I de la membrana de tilacoides. Su investigación dio como resultado una corriente eléctrica muy mejorada (1000 veces mayor) en comparación con otros experimentos parecidos.
El equipo ha estado reuniendo a un grupo de ingenieros de pregrado para ayudar a construir el primer prototipo de la célula solar biohíbrida. El equipo también ha ideado un segundo diseño del complejo de proteínas, el fotosistema II.

## Funcionamiento y fabricación

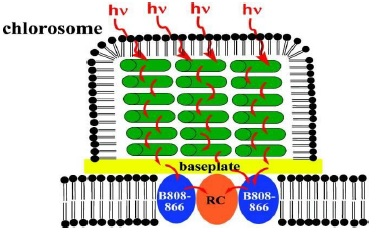
Funcionamiento de una célula solar biohíbrida

Las capas múltiples del fotosistema reúnen energía fotónica, la convierten en energía química y crean una corriente que atraviesa la célula. La célula en sí misma consiste en muchos de los mismos materiales no orgánicos que se encuentran en otras células solares, con la excepción de los complejos de fotosistema I inyectados que se introducen y se recolectan durante varios días en la capa de oro. Después de días, el fotomontaje se hace visible y aparece como una delgada película verde. Es esta delgada película la que ayuda y mejora la conversión de energía. La célula biohíbrida, sin embargo, todavía está en fase de investigación.

## Ventajas y desventajas

#### Ventajas
1. La mayor ventaja que tiene la célula solar biohíbrida es la forma en que convierte la energía solar en electricidad con una eficiencia de casi el 100%. Esto significa que se pierde poca o ninguna energía a través de la conversión de energía química a eléctrica. Estas cifras son excelentes en comparación con solo un 40% de eficiencia para las células solares tradicionales.
2. El costo también es mucho menor para producir células biohíbridas porque extraer la proteína de las espinacas y otras plantas es más barato en comparación con el costo de los metales necesarios para producir otras células solares.

#### Desventajas
1. La vida útil de las células solares biohíbridas es muy corta, y dura desde unas pocas semanas hasta nueve meses. La durabilidad de las células resulta ser un problema, en comparación con las células solares actuales que pueden durar mucho tiempo.